# Miasto Ivanec
Miasto Ivanec (chorw. Grad Ivanec) – jednostka administracyjna w Chorwacji, w żupanii varażdińskiej. W 2011 roku liczyła 13 758 mieszkańców.